# فلسفة الإصلاح الزراعي

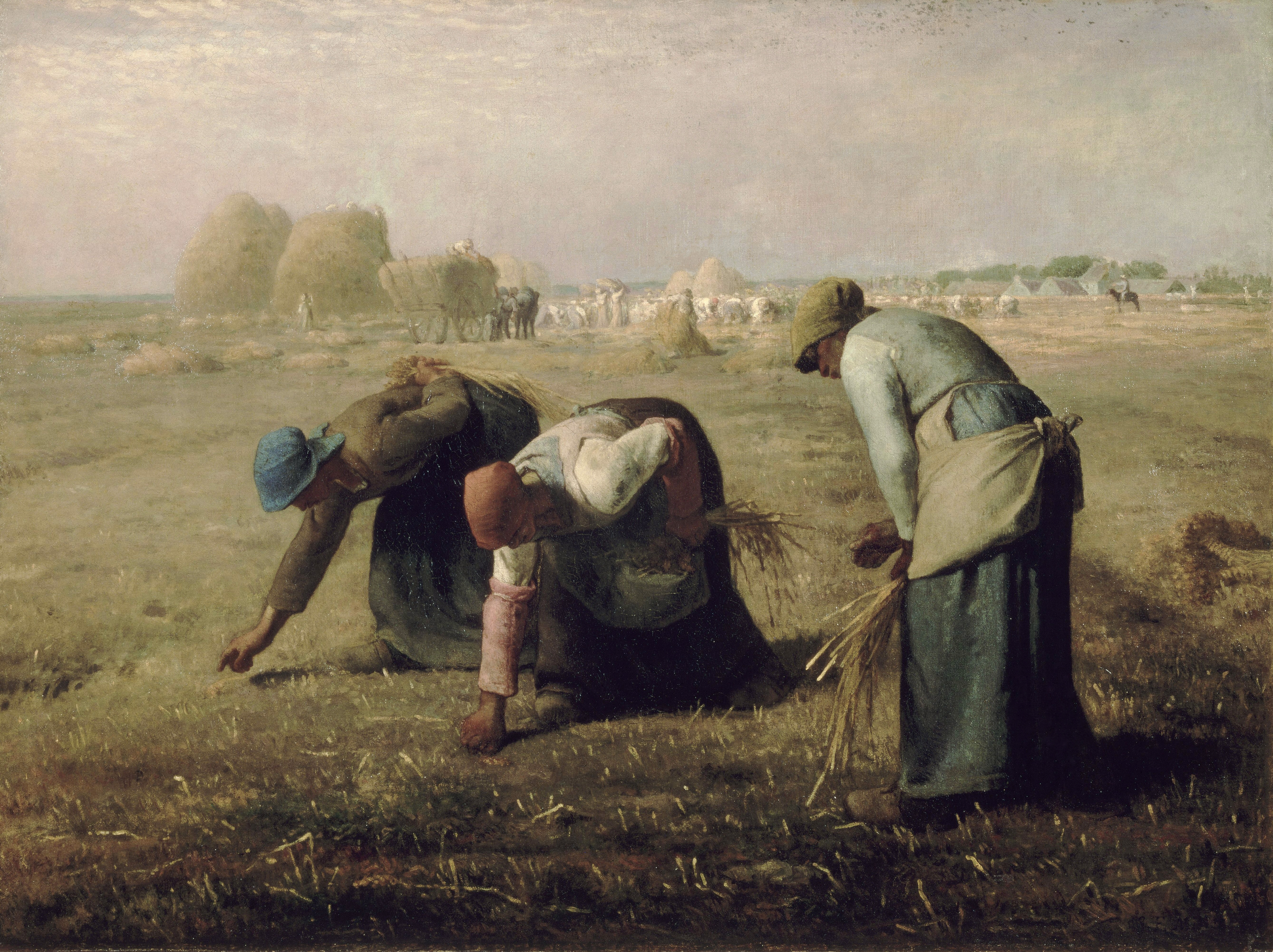

حركة الإصلاح الزراعي (بالإنجليزية: Agrarianism) هو فلسفة اجتماعية أو فلسفة سياسية تُقدر المجتمع الريفي بأنه متفوق على المجتمع الحضري، والمزارع المستقل متفوق على العامل المدفوع الأجر، وترى أن الزراعة وسيلة للحياة يمكن أن تشكل القيم الاجتماعية المثالية. كما تشدد على تفوق الحياة الريفية البسيطة على تعقيد الحياة في المدينة.

## فلسفة
عرّف م. توماس إنجي الإصلاح الزراعي من خلال المبادئ الأساسية التالية:
- الزراعة هي المهنة الوحيدة التي توفر الاستقلال التام والاكتفاء الذاتي.
- تدمر الحياة الحضرية والرأسمالية والتكنولوجيا الاستقلال والكرامة، وتعزز الضعف.
- المجتمع الزراعي برفقة العمل والتعاون هو المجتمع النموذجي.
- المزارع لديه موقف ثابت ومستقر في النظام العالمي. والمزارع «لديه شعور بالهوية، وشعور بالتقاليد التاريخية والدينية، وشعور بالانتماء إلى عائلة ومكان ومنطقة محددة، مما له فائدة نفسية وثقافية». ويتحقق الانسجام في حياته من تجاوزات المجتمع الحديث المجزأ والمنتشر.
- إن زراعة التربة «بداخلها خير روحي إيجابي»، ومنها يكتسب الزارع فضائل «الشرف، والرجولة، والاعتماد على الذات، والشجاعة، والنزاهة الأخلاقية، والضيافة». وينتج عن الاتصال المباشر مع الطبيعة، ومن خلال الطبيعة، علاقة أوثق مع الله. إن المزارع مبارك في أنه يتبع مثال الله في خلق النظام من الفوضى.

## تاريخ
تشمل الجذور الفلسفية للإصلاح الزراعي الفلاسفة الأوروبيين والصينيين. وكانت المدرسة الصينية للزراعة (农家 / 農家) فلسفة تدعو إلى المشاعية الفلاحية الطوباوية والمساواة. في المجتمعات التي تأثرت بالكونفوشيوسية، كان المزارع يعتبر عضوا منتجا محترما في المجتمع، ولكن التجار الذين قاموا بعمل المال كانوا ينظرون إليه أنه أقل منهم. وقد أثر ذلك على المثقفين الأوروبيين مثل فرنسوا كيناي، الكونفوشيوسي المتعاطف والمدافع عن السياسات الزراعية الصينية، في تشكيل الفلسفة الزراعية الفرنسية للفيزيوقراطية. شكل الفسيوقراطيون، جنبا إلى جنب مع أفكار جون لوك والعصر الرومانسي، أساس الإصلاح الزراعي الأوروبي والأمريكي الحديث.
كان رئيس الولايات المتحدة الأمريكية (1801-1809) توماس جيفرسون أحد المزارعين الممثلين الذين شيدوا الديمقراطية الجيفرسونية حول فكرة أن المزارعين هم «المواطنين الأكثر قيمة» وأصدق المؤيدين للنظام الجمهوري.

## الأحزاب الزراعية
ظهرت أحزاب الفلاحين لأول مرة في أوروبا الشرقية بين عامي 1860 و1910، عندما عطلت الزراعة التجارية وقوى السوق العالمية المجتمع الريفي التقليدي، وسهلت السكك الحديدية وتزايد الإلمام بالقراءة والكتابة عمل المنظمين المتجولين. ودعت الأحزاب الزراعية إلى إجراء إصلاحات في الأراضي لإعادة توزيع أراضي الممتلكات الكبيرة بين العاملين فيها. كما أرادوا من التعاونيات القروية أن تحافظ على الربح من مبيعات المحاصيل في الأيدي المحلية ومؤسسات الائتمان من أجل ضمان التحسينات المطلوبة. وكان العديد من الأحزاب الفلاحية أيضا أحزاب قومية؛ لأن الفلاحين كثيرا ما حولوا أراضيهم لصالح أصحاب العقارات من مختلف الأعراق.
ونادرا ما كان للأحزاب الفلاحية أي قوة قبل الحرب العالمية الأولى، ولكن بعضها أصبح مؤثرا في حقبة ما بين الحربين، وخاصة في بلغاريا وتشيكوسلوفاكيا. لفترة من الوقت بين 1920 و1930، كان هناك الأخضر الدولي (المكتب الزراعي الدولي) القائم على أساس الأطراف الفلاحية في بلغاريا، وتشيكوسلوفاكيا، وبولندا، وصربيا. وعمل في المقام الأول كمركز للمعلومات الذي نشر أفكار الإصلاح الزراعي ومكافحة الاشتراكية على اليسار وأصحاب العقارات على اليمين، ولكنه لم يطلق أي أنشطة مهمة.

### أفريقيا

#### تونس
فاز حزب صوت الفلاحين بمقعد في منطقة جندوبة بعد الانتخابات التشريعية التونسية لعام 2014.

### أوروبا

#### بلغاريا
وفي بلغاريا، نُظِمَ الاتحاد الوطني الزراعي البلغاري في عام 1899 لمقاومة الضرائب وبناء الجمعيات التعاونية. وتولى الاتحاد السلطة في عام 1919، وأدخل العديد من الإصلاحات الاقتصادية والاجتماعية والقانونية. ومع ذلك، سحقته القوات المحافظة في انقلاب عام 1923، وتم اغتيال زعيمه ألكسندر ستامبوليسكي (1879-1923). وانضم الاتحاد إلى مجموعة الدمية الشيوعية حتى عام 1989، عندما أعيد تنظيمه كحزب حقيقي.

#### تشيكوسلوفاكيا
وفي تشيكوسلوفاكيا، كان الحزب الجمهوري للشعوب الزراعية وأصحاب الحيازات الصغيرة يتقاسمون في كثير من الأحيان السلطة في البرلمان كشريك في تحالف بيتكا المؤلف من خمسة أحزاب. وكان زعيم الحزب انتونين سفيهلا (1873-1933) رئيسا للوزراء عدة مرات. وتجاوز الحزب القاعدة الزراعیة الأصلیة للوصول إلی الناخبین من الطبقة الوسطی. وحُظر الحزب من قِبل الجبهة الوطنیة بعد الحرب العالمية الثانية.

#### فرنسا
في فرنسا، حزب الصيد والطبيعية والتقليد هو حزب محافظ معتدل زراعي وصل إلى الذروة 4.23٪ في الانتخابات الرئاسية الفرنسية عام 2002. ومن ثَم أصبح في وقت لاحق تابع للحزب المحافظ الرئيسي في فرنسا، الاتحاد من أجل حركة شعبية.

#### أيرلندا
في أواخر القرن التاسع عشر، كانت الرابطة الوطنية الأيرلندية للأراضي تهدف إلى إلغاء الملكية في أيرلندا، وتمكين المزارعين المستأجرين من امتلاك الأرض التي كانوا يعملون فيها. وأدت «الحرب البرية» في 1878-1909 إلى قوانين الأراضي الأيرلندية، مما أنهى مثل هذا الظلم، وإعادة توزيع الأراضي بين المزارعين الفلاحين.
وبعد فترة ما بعد الاستقلال، عمل حزب المزارعين في الدولة الأيرلندية الحرة منذ عام 1922، وتم إدخاله في حزب الوسط الوطني في عام 1932. وكان يدعمه المزارعون الأثرياء في شرق أيرلندا.
كما تم تأسيس حزب كلان نا تالمهان (عائلة الأرض، ويسمى أيضا الحزب الزراعي الوطني) في عام 1938، الذي ركز أكثر على أصحاب الحيازات الصغيرة الفقراء في الغرب، ودعم استصلاح الأراضي، والتشجير، والديمقراطية الاشتراكية، وإصلاح الأسعار. وشكل جزءا من الائتلاف الحاكم لحكومة ديل الثالث عشر وحكومة ديل الخامس عشر. وقد شهد التحسن الاقتصادي في الستينيات من القرن الماضي تصويت المزارعين لصالح الأحزاب الأخرى، وتم حل حزب كلان نا تالمان في عام 1965.

#### لاتفيا
وفي لاتفيا، يدعم اتحاد الخضر والمزارعين المزارع الصغيرة التقليدية ويدركون أنها أكثر ملاءمة للبيئة من الزراعة الواسعة النطاق: فالطبيعة مهددة بالتنمية، في حين أن المزارع الصغيرة مهددة بالمزارع الصناعية الكبيرة.

#### ليتوانيا
في ليتوانيا، اعتبارا من عام 2017، تُقاد الحكومة من قِبل اتحاد المزارعين والخضر الليتواني تحت قيادة المزارع الصناعي راموناس كاربوسكيس.

#### بولندا
في بولندا، يتتبع حزب الشعب البولندي تقاليده إلى حزب زراعي في غاليسيا التي تسيطر عليها الإمبراطورية النمساوية المجرية. وبعد سقوط النظام الشيوعي، حقق الحزب أكبر النجاحات في انتخابات عام 1993، حيث حصل على 132 مقعدا من أصل 460 مقعدا في البرلمان. ومنذ ذلك الحين، تراجع دعم الحزب.

#### رومانيا
في رومانيا، اندمجت الأحزاب القديمة من ترانسيلفانيا، ومولدافيا، ووالاشيا لتصبح حزب الفلاحين الوطني في عام 1926. وكان إيوليو مانيو (1873-1953) رئيسا للوزراء مع مجلس الوزراء الزراعي من 1928-1930 ومن 1932-1933، ولكن الكساد الكبير جعل الإصلاحات المقترحة مستحيلة. حل النظام الشيوعي الحزب في عام 1947، ولكن تم تكوينه مرة أخرى في عام 1989 بعد سقوط النظام الشيوعي من السلطة.
وحكم الحزب الذي تم تكوينه مرة أخرى، والذي ضم أيضا عناصر من الديمقراطية المسيحية في أيديولوجيته، رومانيا كجزء من الاتفاقية الديمقراطية الرومانية بين 1996 و2000.

#### صربيا
في صربيا، سيطر نيكولا باشتش (1845-1926) وحزبه الراديكالي الشعبي على السياسة الصربية بعد عام 1903. واحتل الحزب أيضا السلطة في يوغوسلافيا من 1918 إلى 1929. وكان رئيس الوزراء من ذلك الحزب خلال ديكتاتورية الثلاثينيات.

#### أوكرانيا
في أوكرانيا، وعد الحزب الراديكالي لأوليه لياشكو بتطهير البلاد من القلة «بالمذارة». ودافع الحزب عن عدد من المناصب اليسارية التقليدية انخفاض الضرائب على الرواتب، وحظر بيع الأراضي الزراعية، والقضاء على سوق الأراضي غير المشروعة، وزيادة الإنفاق على الصحة بمقدار عشرة أضعاف، وإنشاء مراكز صحية أولية في كل قرية، وخلطهم مع مشاعر قومية قوية.

### أوقيانوسيا

#### أستراليا
وجد المؤرخ ف.ك. كراولي ما يلي:
قد اعتبر المزارعون الأستراليون والمتحدثون باسمهم دائما أن الحياة على الأرض هي أكثر قوة بطبيعتها، وأكثر صحة، وأكثر أهمية وأكثر إنتاجية، من الحياة في المدن... واشتكى المزارعون من أن هناك شيئا خطأ في النظام الانتخابي الذي أنتج البرلمانيين الذين أنفقوا المال لتجميل مدن مصاصي الدماء بدلا من تطوير المناطق الداخلية.
وأصدر الحزب الوطني الأسترالي (الذي كان يسمى سابقا حزب البلد)، من 1920 إلى 1970، نسخته من الإصلاح الزراعي، التي أطلق عليها اسم «عقل البلد countrymindedness». وكان الهدف هو تعزيز وضع الرعاة (مشغلي مزارع الأغنام الكبيرة) وصغار المزارعين، وتقديم إعانات مرضية لهم.

#### نيوزيلاندا
عزز الحزب الليبرالي النيوزيلندي بقوة الزراعة في ذروتها (1891-1912). وحكم النبلاء الأرستقراطيين بريطانيا في هذا الوقت. لم يكن في نيوزيلندا قط طبقة أرستقراطية، إلا أن ملاك الأراضي الأثرياء كانوا يسيطرون على السياسة قبل عام 1891. وقد قرر الحزب الليبرالي تغيير ذلك بسياسة أطلق عليها «الشعبوية». وكان ريتشارد سيدون قد أعلن عن الهدف في وقت مبكر من عام 1884: «إنه الغنى والفقر، إنهم الأثرياء وأصحاب الأراضي ضد الطبقات الوسطى واليد العاملة، وهذا سيدي يُظهر الموقف السياسي الحقيقي لنيوزيلندا». وكانت الاستراتيجية الليبرالية هي خلق فئة كبيرة من صغار المزارعين الذين يدعمون المُثُل الليبرالية. كما أنشأت الحكومة الليبرالية الأساس لدولة الرفاهية في وقت لاحق، مثل المعاشات التقاعدية للشيخوخة، كما وضعت نظاما لتسوية النزاعات الصناعية التي قبلها كل من أصحاب العمل والنقابات العمالية. وفي عام 1893، وسعت نطاق حقوق التصويت للنساء، مما جعل نيوزيلندا أول بلد في العالم يفعل ذلك.
للحصول على الأراضي للمزارعين، اشترت الحكومة الليبرالية من 1891 إلى 1911 3,100,000 فدان من أراضي الماوري، كما اشترت الحكومة 1,300,000 فدان من أصحاب العقارات الكبيرة لتقسيمها وتوطينها من قِبل صغار المزارعين. وقدم قانون السلف للمستوطنين (1894) رهونات منخفضة الفائدة، ووزعت وزارة الزراعة معلومات عن أفضل الطرق الزراعية. وأعلن الليبراليون نجاحهم في وضع سياسة للأراضي قائمة على المساواة ومكافحة الاحتكار. وقد عززت هذه السياسة دعم الحزب الليبرالي في الدوائر الانتخابية الريفية في الجزيرة الشمالية. وبحلول عام 1903، كان الليبراليون مهيمنين، بحيث لم يعد هناك معارضة منظمة في البرلمان.

## حركة العودة إلى الأرض
يشبه الإصلاح الزراعي حركة العودة إلى الأرض، ولكنهما ليسا متطابقين، حيث يركز الإصلاح الزراعي على السلع الأساسية للأرض، وعلى المجتمعات ذات الحجم الاقتصادي والسياسي المحدود أكثر منه على المجتمع الحديث، وعلى العيش البسيط، حتى عندما ينطوي التحول على التشكيك في الطابع «التدريجي» لبعض التطورات الاجتماعية والاقتصادية الأخيرة. وبالتالي، الإصلاح الزراعي ليس زراعة صناعية بتخصصها على المنتجات وعلى نطاق صناعي.